# Anairetes
Anairetes és un gènere d'ocells de la família dels tirànids (Tyrannidae), que habita principalment a l'àrea andina.

## Llista d'espècies
S'han descrit 6 espècies dins aquest gènere:
- Anairetes nigrocristatus - anaireta crestanegre.
- Anairetes reguloides - anaireta reietó.
- Anairetes alpinus - anaireta cendrós.
- Anairetes flavirostris - anaireta becgroc.
- Anairetes parulus - anaireta pitestriat.
- Anairetes fernandezianus - anaireta de les Juan Fernández.